# Libeň
Libeň – dzielnica Pragi. Pierwsza wzmianka pochodzi z 1363 r. Do Pragi została włączona 12 września 1901 r. Na jej terenie znajduje się m.in. Libeňský zámeček.
W tej dzielnicy Pragi żył przez wiele lat (kamienica Na Hrázi 24) Bohumil Hrabal, w niej rozgrywa się akcja wielu jego powieści, i tam też znajduje się szpital Bulovka, w którym zmarł. Tutaj również funkcjonował, jedyny przez pewien okres, praski squat - Willa Milada.